# Fort Washington (Pennsylvania)
Fort Washington ist ein Census-designated place der Upper Dublin und Whitemarsh Townships im Montgomery County im Südosten des US-Bundesstaates Pennsylvania. Das U.S. Census Bureau hat bei der Volkszählung 2020 eine Einwohnerzahl von 5.910 ermittelt. 
Neben der Farmar Mill sind noch das Korman-Haus und das Highlands-Museum erwähnenswert.

## Persönlichkeiten
- Hugh Breckenridge (1870–1937), Maler
- Chuck Douglas (* 1942), Politiker
- Matt Walsh (* 1982), Basketballspieler